# Давид ди Донателло 1998
43-я церемония вручения наград премии «Давид ди Донателло» состоялась 5 июля 1998 года в Театро Делля Витторио.

## Победители и номинанты

### Лучший фильм
- Жизнь прекрасна, режиссёр Роберто Бениньи
- Яйца вкрутую, режиссёр Паоло Вирдзи
- Апрель, режиссёр Нанни Моретти

### Лучшая режиссура
- Роберто Бениньи — Жизнь прекрасна
- Марио Мартоне — Театр войны
- Паоло Вирдзи — Яйца вкрутую

### Лучший дебют в режиссуре
- Роберта Торре — Тано до смерти
- Риккардо Милани — Приветствие профессора
- Альдо, Джованни и Джакомо и Массимо Венье — Трое мужчин и нога

### Лучший сценарий
- Винченцо Черами и Роберто Бениньи — Жизнь прекрасна
- Миммо Калопрести — Слова любви
- Паоло Вирдзи — Яйца вкрутую

### Лучший продюсер
- Эльда Ферри и Джанлуиджи Браски — Жизнь прекрасна
- Донателла Палермо и Loes Kamsteeg — Тано до смерти
- Марко Ризи и Маурицио Тедеско — Праздника не будет

### Лучшая женская роль
- Валерия Бруни-Тедески — Слова любви
- Анна Бонаюто — Театр войны
- Валерия Голино — Акробатки

### Лучшая мужская роль
- Роберто Бениньи — Жизнь прекрасна
- Нанни Моретти — Апрель
- Сильвио Орландо — Приветствие профессора

### Лучшая женская роль второго плана
- Николетта Браски — Яйца вкрутую
- Атина Ченчи — I miei più cari amici
- Марина Конфалоне — Слова любви

### Лучшая мужская роль второго плана
- Сильвио Орландо — Апрель
- Серджо Бини Бустрик — Жизнь прекрасна
- Массимо Чеккерини — Фейерверк

### Лучшая операторская работа
- Тонино Делли Колли — Жизнь прекрасна
- Лука Бигацци — Акробатки
- Паскуале Мари — Театр войны

### Лучшая музыка
- Нино Д’Анджело — Тано до смерти
- Франко Пьерсанти — Слова любви
- Никола Пьовани — Жизнь прекрасна

### Лучшая художественная постановка
- Данило Донати — Жизнь прекрасна
- Альберто Коттиньоли и Стефано Тонелли — Шафер
- Лучано Риччери — Праздника не будет

### Лучший костюм
- Данило Донати — Жизнь прекрасна
- Виттория Гуаита — Шафер
- Маурицио Милленотти — Il viaggio della sposa

### Лучший монтаж
- Якопо Куадри — Театр войны
- Симона Паджи — Жизнь прекрасна
- Якопо Куадри — Яйца вкрутую

### Лучший звук
- Туллио Морганти — Яйца вкрутую
- Туллио Морганти — Жизнь прекрасна
- Алессандро Дзанон — Апрель

### Лучший короткометражный фильм
- La matta dei fiori, режиссёр Роландо Стефанелли
- Asino chi legge, режиссёр Пьетро Реджани
- Spalle al muro, режиссёр Нина Ди Маджо

### Лучший иностранный фильм
- Мужской стриптиз, режиссёр Питер Каттанео
- Амистад, режиссёр Стивен Спилберг
- Вор, режиссёр Павел Чухрай

### Premio David scuola
- Жизнь прекрасна, режиссёр Роберто Бениньи